# Прилепский
Приле́пский — посёлок в составе Глубковского сельского поселения Новосильского района Орловской области России.

## Описание
Посёлок располагается в равнинной местности на левом берегу реки Колпны. До сельского административного центра Глубок 12 км (по автодороге). Название может происходить от слова «прилепиться», то есть присоединиться к чему-либо, например к большому селению. Посёлок образовался в послереволюционное советское время в 1920-х годах. В 1926 году в Прилепском насчитывалось 8 крестьянских дворов.

## Население
| Годы      | 1926 | 2000 | 2010 |
| --------- | ---- | ---- | ---- |
| Население | 44   | 9    | 1    |